# Pityokteines
Genre
Pityokteines est un genre d'insectes de l'ordre des coléoptères (insectes possédant en général deux paires d'ailes incluant entre autres les scarabées, coccinelles, lucanes, chrysomèles, hannetons, charançons et carabes).

## Liste d'espèces
Selon NCBI (8 juil. 2010)
- Pityokteines curvidens - Scolyte curvidenté
- Pityokteines elegans
- Pityokteines minutus
- Pityokteines ornatus
- Pityokteines sparsus
- Pityokteines spinidens
- Pityokteines vorontzowi

Selon ITIS (8 juil. 2010)
- Pityokteines elegans Swaine, 1916
- Pityokteines mystacinus Wood, 1975